# Elastaza

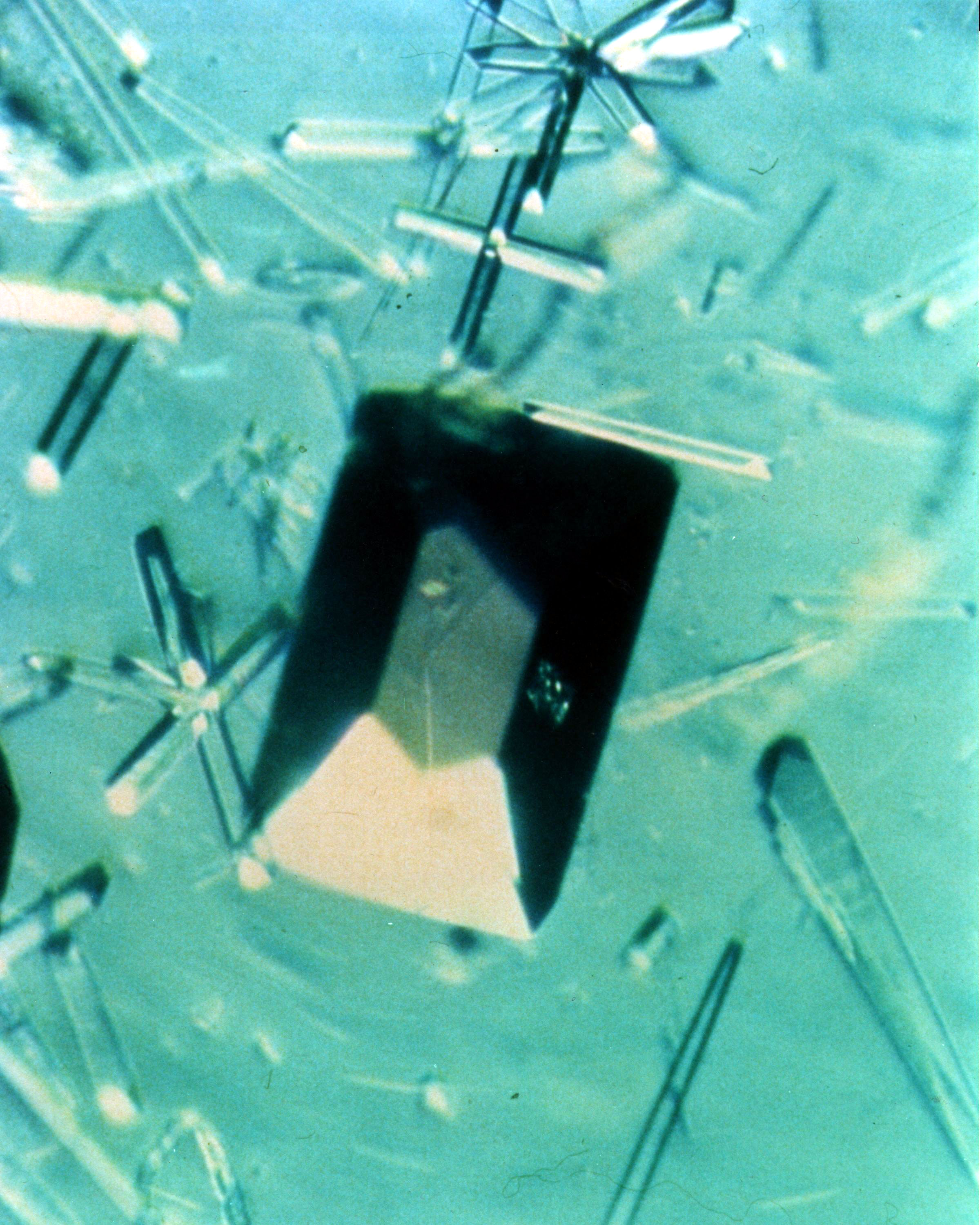
Kryształ elastazy

Elastaza, (EC 3.4.21.37), to enzym należący do grupy hydrolaz, a dokładniej - endopeptydaz. W swoim centrum aktywnym zawiera aminokwas serynę, tak więc jest zaliczana do proteaz serynowych. Elastaza hydrolizuje wiązania peptydowe, w sąsiedztwie których znajdują się aminokwasy o małych łańcuchach bocznych, np. glicyna, alanina i seryna. Posiada zdolność do degradacji białka - elastyny, jednak z dużą opornością. Wydzielana jest przez granulocyty obojętnochłonne (które produkują także wiele innych hydrolaz) oraz przez trzustkę w postaci zymogenu proelastazy. Optimum działania dla tego enzymu to pH 7-9.